# بورغو فيرسيلي
بورغو فيرسيلي هي بلدية في مقاطعة فرشيلي التابعة لإقليم بييمونتي الإيطالي، تقع على بعد حوالي 70 كيلومتر (43 ميل) إلى الشمال الشرقي من مدينة تورينو وحوالي 7 كيلومتر (4 ميل) إلى الشمال الشرقي من فيرتشيلي.
تقع بورغو فيرسيلي على حدود البلديات التالية: كاسالينو، كاسالفولون، فيرتشيلي، فيلاتا، فينزاجليو.
وقعت فيها أحداث معركة فيرسيلي عام 101 قبل الميلاد. ويعتمد اقتصادها على إنتاج الأرز.

## السكان
في سنة 1861 بلغ عدد السكان 2٬896 نسمة، وتطور العدد ليصل في سنة 2011 لـ 2٬295 نسمة.
يظهر هذا المخطط البياني تطور النمو السكاني لـ بورغو فيرسيلي

## وصلات خارجية
- الموقع الرسمي